# JustWatch
JustWatch es una página web que facilita información sobre la oferta de películas y programas de televisión en diversas plataformas de streaming legales en línea como es el caso de Netflix, HBO Max, Amazon Prime Video, Hulu, Apple TV y Disney+, entre muchas otras. También está disponible como aplicación móvil y aplicación de Smart TV .
JustWatch ofrece un motor de búsqueda que permite a los usuarios descubrir qué plataformas digitales albergan en sus catálogos una película o serie de televisión en particular. En noviembre de 2023, JustWatch ya estaba disponible para usuarios de 139 países alrededor del mundo.

## Características
El servicio de JustWatch funciona como un motor de búsqueda en línea que se encuentra la información sobre la disponibilidad digital de películas y series de televisión de servicios de transmisión de video bajo demanda . Aportar información procedente de más de 100 bibliotecas de contenido de vídeo, además de proporcionar datos sobre la calidad de la resolución del vídeo, los precios y las opciones de compra o alquiler. El sitio web incluye varios filtros de búsqueda, incluidos género, precio, fecha de lanzamiento, clasificación y popularidad, entre otros. Los usuarios también pueden crear listas de programas y películas y compartir estas listas con otros usuarios.

## Historia
JustWatch GmbH es una empresa internacional de bases de datos de propiedad privada y con sede en Berlín, Alemania . La compañía se especializa en la información sobre la disponibilidad en línea de películas y series de televisión. Además de su página web orientada al usuario, Justwatch también dispone de un negocio enfocado en la publicidad: JustWatch Media, con la que trabaja con clientes corporativos, utilizando los datos sobre los contenidos que la gente ve, una información que obtiene del comportamiento de los usuarios y que ayuda a las empresas de entretenimiento a adaptar sus contenidos y sus estrategias de marketing. Algunos de sus clientes son Universal Pictures, Paramount Pictures y Sony Pictures, entre muchos otros.
El desarrollo del sitio web comenzó en 2014 y se lanzó en EE. UU. y Alemania en febrero de 2015.
En 2018, la empresa recibió financiación para mejorar las bases de datos dentro de la Unión Europea.
En diciembre de 2019, la compañía adquirió un servicio de agregación de streaming rival, GoWatchIt, de Plexus Entertainment. JustWatch también aprovechó la adquisición para abrir su primera oficina en Nueva York.
En 2019, JustWatch tenía más de 10 millones de usuarios en 38 países. En 2020, el servicio de la compañía estaba disponible en más de 45 países. En noviembre de 2023, estaba disponible en 139 países y tenía más de 40 millones de usuarios mensuales.

### Fundación
JustWatch fue cofundada en 2014 por David Croyé, Cristoph Hoyer, Kevin Hiller, Dominik Raute, Ingke Weimert y Michael Wilken.
En una publicación del blog de la compañía de febrero de 2017, Croyé describió que el grupo de cofundadores había "trabajado previamente en roles de liderazgo en exitosas empresas tecnológicas internacionales en Berlín". Croyé, que actualmente ostenta el cargo de director general de JustWatch GmbH, había trabajado anteriormente como director de marketing de kauDA, un servicio europeo de promoción y cupones móviles basado en la ubicación, y los antecedentes de otros cofundadores incluyeron tiempo en la empresa de tecnología publicitaria Trademob y el sitio de transmisión MyVideo.
La inversión inicial para la página web provino en un principio de los propios fundadores. Croyé, en particular, pudo reinvertir los fondos que había recaudado de la venta de kaufDA  a Axel Springer, una compañía de medios de Europa, en marzo del año 2011. Desde el año 2015, la compañía ha tenido al menos una ronda adicional de financiación inicial, con inversores que incluyen los grupos de capital riesgo CG Partners y STS Ventures.